# Чжоу Эньлай
Чжо́у Эньла́й (кит. трад. 周恩來, упр. 周恩来, пиньинь Zhōu Ēnlái) (5 марта 1898, Хуайань, Цзянсу, Империя Цин — 8 января 1976, Пекин, Китай) — китайский политический и государственный деятель, первый глава Госсовета КНР (1949—1976) с момента образования КНР и до своей смерти.
Видный дипломат, способствовал мирному сосуществованию с Западом, одновременно пытаясь не разрывать отношений с Советским Союзом. Его деликатная политика и принципиальность в работе обеспечила ему сохранение поста премьера в годы «культурной революции», а дипломатичность и высокая трудоспособность снискали народную славу.

## Биография

### Детство и юность
Родился 5 марта 1898 года в уезде Шаньян Хуайаньской управы (на территории современной провинции Цзянсу). Его отец Чжоу Инэн (он же Чжоу Шаоган) принадлежал к древнему феодальному роду, однако сам карьеру сделать не смог, да и к моменту рождения Эньлая клан Чжоу пришёл в упадок. Эньлай рано лишился родителей, воспитывался у своих ближайших родственников в разных районах Китая. Когда Чжоу Эньлаю не было и полугода, он был усыновлён Чжоу Иганем — бездетным и тяжело больным братом отца, проживавшем в той же городской усадьбе в Хуайане, что и родители Чжоу Эньлая. Приёмный отец вскоре скончался, и Чжоу Эньлай остался на попечении вдовы покойного, ставшей ему приёмной матерью.
С четырёх лет Чжоу Эньлай под присмотром приёмной матери стал учиться писать иероглифы и читать классические стихотворения поэтов эпохи Тан (618—907 гг.). В пятилетнем возрасте он начал посещать частную школу, учить наизусть дидактические сочинения для детей (сборники афоризмов). В 8-летнем возрасте Чжоу Эньлая отдали в частную школу Гун Инсуня (его двоюродного дяди по материнской линии), приверженца революционных взглядов. Дядя пробудил в мальчике интерес к политическим событиям. Весной 1907 года умерла родная мать Ваньша, а спустя год от туберкулёза скончалась приёмная мать.
Весной 1910 года, когда Чжоу Эньлаю было 12 лет, его взял к себе в семью дядя Чжоу Игэн, который определил его в Мукденскую шестую школу. В октябре 1911 года, при первых известиях о начале Синьхайской революции, Чжоу Эньлай остриг косу, подав тем самым пример своим товарищам (как знак протеста против властей империи Цин, основатели которой при завоевании Китая ввели унизительный обычай: заставляли китайцев-мужчин стричь волосы на голове, позволяя оставлять лишь косичку). Весной 1913 года 15-летний Чжоу Эньлая был отправлен в Тяньцзинь, в семью своей тётки, где в середине августа успешно выдержал вступительные экзамены в Нанькайскую среднюю школу, в которой применялись современные европейские и американские методы преподавания. Здесь он прочёл книги западноевропейских просветителей: «Общественный договор» Ж.-Ж. Руссо, «Дух законов» Монтескьё, «Эволюцию и этику» Гексли в переводе известного китайского реформатора Янь Фу.

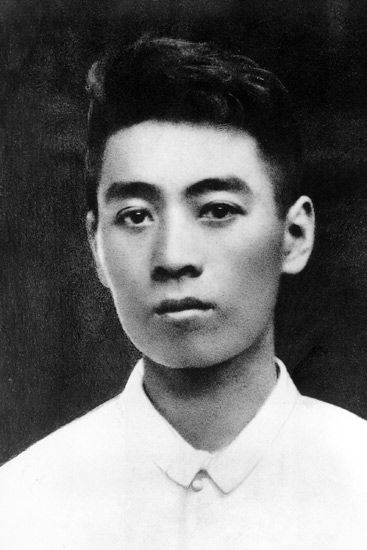
Чжоу Эньлай в период Движения 4 мая

В 1917 году Чжоу Эньлай при поддержке учителей и друзей насобирал денег для обучения в Японии. Около полугода он посвятил изучению японского языка, однако не смог добиться достаточных результатов, чтобы успешно сдать вступительные экзамены в 1-ю токийскую высшую школу. Ему пришлось продолжать подготовку. В Японии он узнал о революционных событиях в России, впервые познакомился с социалистическими идеями, в том числе марксистскими. Получив письмо от друга, сообщавшего о предстоящем открытии на базе Нанькайской средней школы Нанькайского университета, Чжоу Эньлай решил покинуть Японию и продолжить образование на родине, и в конце апреля 1919 года возвратился в Тяньцзинь.
В Тяньцзине Чжоу Эньлай незамедлительно включился в патриотические выступления молодёжи, развернувшиеся после получения сведений о событиях 4 мая. С июня он стал редактором «Газеты Объединённого союза учащихся Тяньцзиня»; его первая же статья о «движении 4 мая» была перепечатана ведущими газетами Тяньцзиня. Сначала газета выходила один раз в три дня, но вскоре стала ежедневной с тиражом 20 тысяч экземпляров. 16 сентября 1919 года Чжоу Эньлай принял участие в создании «Общества пробуждения сознания», где получил псевдоним «У Хао» («Номер пятый»), впоследствии не раз использовавшийся им в его революционной публицистике. Манифест Общества был написан Чжоу Эньлаем. В нём говорилось о необходимости покончить в Китае с милитаризмом, политиканством, бюрократизмом, неравенством мужчин и женщин, консервативным мышлением и старой моралью. 21 сентября 1919 года по предложению Чжоу Эньлая перед членами Общества был приглашён выступить знаменитый профессор Пекинского университета Ли Дачжао. В октябре, после массовых арестов во время празднования годовщины Синьхайской революции, Общество организовало в Тяньцзине массовые протесты, вынудившие полицию выпустить арестованных. 15 ноября на чрезвычайном заседании Общества пробуждения сознания, проходившем под председательством Чжоу Эньлая, было решено превратить этот кружок в боевую организацию молодых людей. В декабре 1919 года Чжоу Эньлай, избранный к тому времени руководителем Объединённого союза ассоциации учащихся Тяньцзиня, при участии других общественных организаций города организовал общегородской бойкот японских товаров. В январе 1920 года группа во главе с Чжоу Эньлаем, пытавшаяся передать антияпонскую петицию губернатору провинции Чжили, была арестована.
В тюрьме Чжоу Эньлай поддерживал дисциплину среди своих товарищей, организовал политзанятия и дискуссии по актуальным социальным и политическим вопросам. Публичные слушания по делу Чжоу Эньлая в июле 1920 года вызвали огромный интерес в городе, и 17 июля суд огласил приговор об освобождении Чжоу Эньлая и его товарищей «за истечением срока заключения». За время нахождения под стражей Чжоу Эньлай был отчислен из Нанькайского университета, и потому решил продолжить образование во Франции в рамках частично субсидировавшейся правительством программы. Будучи уже известным в Тяньцзине журналистом и редактором, Чжоу Эньлай сумел перед отъездом за границу заручиться согласием влиятельной местной газеты «Ишибао» представлять её в странах Европы, рассчитывая, что получаемый от газеты гонорар на первых порах поможет ему материально.

### Жизнь в Европе

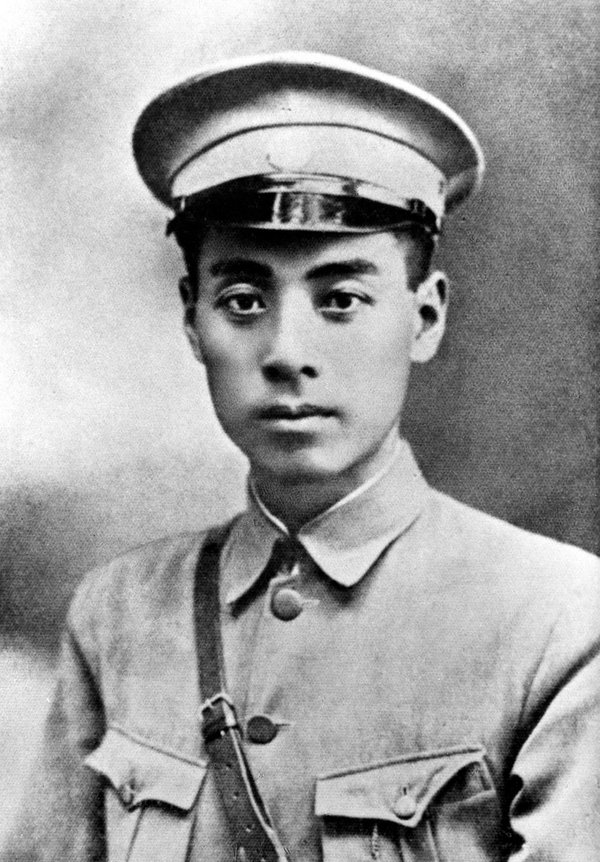
Чжоу Эньлай во время работы начальником политотдела Академии Вампу

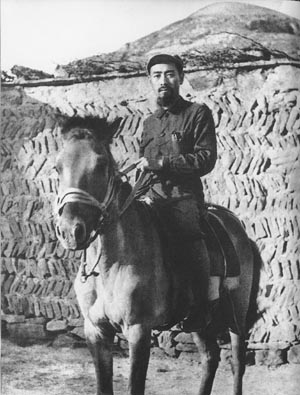
Чжоу Энлай во время гражданской войны в Китае

13 ноября 1920 года Чжоу Эньлай прибыл в Марсель, откуда поездом выехал в Париж, где поселился в дешёвой гостинице в Латинском квартале. Живя в Париже, он одно время устроился рабочим на автомобильный завод «Рено», несколько месяцев проработал на угольной шахте в Лилле и на металлургическом заводе в Сен-Шамоне близ Лиона. Весной 1921 года Чжоу Эньлай был принят в члены парижской коммунистической группы — одной из восьми коммунистических ячеек, объединившихся впоследствии в Коммунистическую партию Китая. Во время пребывания в Европе Чжоу Эньлай, помимо Франции, ездил также по Германии и Англии, и постоянно писал репортажи для газеты «Ишибао», информируя китайских читателей о происходящих в мире событиях. Китайская коммунистическая ячейка получила приглашение прислать делегатов на I съезд КПК (июль 1921 года), но по техническим причинам не смогла его осуществить.
В марте 1922 года Чжоу Эньлай переехал в Берлин, где вскоре основал германскую ячейку КПК. В мае 1922 года он предложил проект устава новой организации, принявшей название «Коммунистическая партия китайской молодёжи, проживающей в Европе», которая была учреждена год спустя. В октябре 1922 года в Берлине Чжоу Эньлай познакомился с известным сычуаньским генералом Чжу Дэ и дал ему рекомендацию для вступления в КПК. После решения КПК о сотрудничестве с Гоминьданом, 25 ноября 1923 года в Лионе учредительное собрание Европейского отделения Гоминьдана избрало Чжоу Эньлая своим руководителем. Вместе с тем он создал европейскую организацию КПК и европейское отделение молодёжной коммунистической организации китайцев, принял самое непосредственное участие в создании печатных органов этих организаций — журналов «Шаонянь» («Молодёжь») и «Чигуан» («Алый свет») и опубликовал в них в 1922—1924 гг. множество статей.
В Европе тяжёлые условия жизни приучили Чжоу к скромной жизни: он сам готовил, стирал, убирал, ремонтировал вещи. Вместе с этим он был эрудированным, образованным человеком, знал английский, французский и немецкий языки.
Летом 1924 года Чжоу Эньлай по настоянию ЦК КПК отбыл обратно в Китай.

### В союзе сГоминьданом
В начале октября Чжоу Эньлай стал временным главой парткома провинции Гуандун, а также руководителем военного отдела и отдела пропаганды. Чжоу Эньлай формировал дружины рабочей и крестьянской самообороны, выступал на митингах и собраниях в поддержку революционного правительства Сунь Ятсена и мобилизации сил для отпора контрреволюции. Вскоре он был отправлен в качестве политического инструктора в Академию Вампу, готовившую кадры для армии революционного правительства Южного Китая, а с ноября стал начальником политотдела Академии. Во время 1-го и 2-го Восточных походов Чжоу Эньлай был на передовой вместе с курсантами Академии и принимал участие в боевых действиях. Также в это время он принимал участие в работе очередных съездов КПК и Гоминьдана. Здесь, в Гуанчжоу, Чжоу Эньлай познакомился с другим выдающимся китайским революционером Мао Цзэдуном, в то время членом ЦК КПК, кандидатом в члены ЦИК Гоминьдана, редактором журнала «Политический еженедельник».
В 1925 году гуанчжоуское правительство присвоило Чжоу звание генерал-майора, отметив его непосредственное участие в боях с войсками местного милитариста Чэнь Цзюмина, руководство политотделами воинских частей и соединений Национально-революционной армии (НРА).
После военного переворота 20 марта 1926 года Чан Кайши распорядился об увольнении из офицерского корпуса Национально-революционной армии всех коммунистов. После сдачи дел Чжоу Эньлай стал начальником Специальных курсов политической подготовки; большинство окончивших эти курсы Чжоу Эньлай отправил в отдельный полк под командованием Е Тина. В декабре 1926 года Чжоу Эньлай по распоряжению КПК был откомандирован в Шанхай и приступил к работе в качестве заведующего Орготделом ЦК КПК и члена Военного комитета ЦК КПК. 21 марта 1927 года восставшему пролетариату удалось захватить власть в Шанхае и в течение трёх недель удерживать в своих руках город до подхода частей Национально-революционной армии. Однако Чан Кайши, введя войска в город 12 апреля, по сговору с империалистическими державами и местной контрреволюцией, учинил расправу над восставшими. Чжоу Эньлаю удалось спастись, за его голову была объявлена огромная награда.
В качестве руководителя военного отдела ЦК КПК Чжоу Эньлай вместе с Е Тином, Чжу Дэ и Хэ Луном возглавил Наньчанское восстание сохранивших верность революции частей, поднятое 1 августа 1927 года. Однако восстание потерпело поражение. Часть восставших, среди которых был Чжоу Эньлай, с боями ушла на юг, в провинцию Гуандун, где находилась революционная база, а другой отряд, во главе с Чжу Дэ — в провинцию Хунань, где присоединился к группе Мао Цзэдуна. Несмотря на провал восстания в ноябре 1927 года на экстренном совещании ЦК КПК Чжоу Эньлай был избран членом Политбюро ЦК КПК и членом Постоянного комитета Политбюро.
В первой половине 1928 года Чжоу Эньлай при содействии Коминтерна нелегально прибыл в СССР, где в июне-июле состоялся VI съезд КПК. Летом 1928 года он участвовал в работе VI конгресса Коминтерна, на котором его избрали кандидатом в члены Исполкома Коминтерна. В октябре 1928 года Чжоу Эньлай нелегально возвратился в Шанхай и приступил к организации деятельности КПК в новой обстановке.
17 ноября 1931 года на I Всекитайском съезде представителей советских районов Китая Чжоу Эньлай был избран в состав Центрального исполнительного комитета Китайской советской республики и стал членом её Реввоенсовета. Осенью 1932 года он был назначен политкомиссаром Красной армии (ранее этот пост занимал Мао Цзэдун). В январе 1934 года на II Всекитайском съезде представителей советских районов Чжоу Эньлай был избран заместителем председателя Реввоенсовета. В 1934—35 годах в качестве начальника штаба Чжоу Эньлай участвовал в Великом походе.

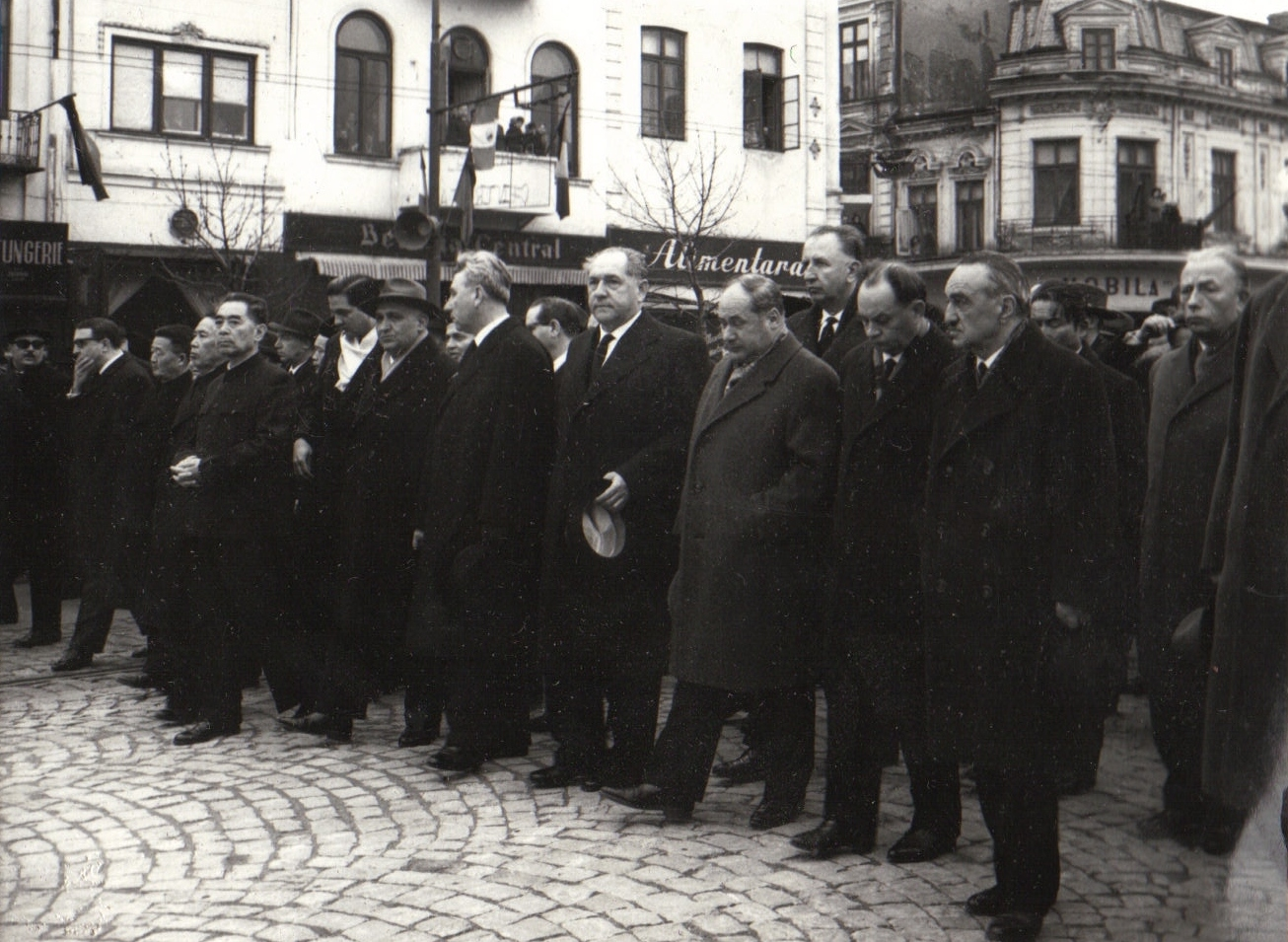
С Александром Шелепиным и Анастасом Микояном на похоронах Георге Георгиу-Дежа

В конце 1936 года, когда в Сиане генералы Чжан Сюэлян и Ян Хучэн взбунтовались, арестовали Чан Кайши и потребовали от него немедленного создания единого фронта с коммунистами для совместной борьбы против японцев (события, известные как «Сианьский инцидент»), именно Чжоу Эньлай был срочно направлен для мирного урегулирования инцидента. Вскоре Чжоу Эньлай стал представителем КПК для переговоров с правительством Чан Кайши о едином антияпонском фронте. После самороспуска Коминтерна в мае 1943 года Чжоу Эньлай был подвергнут в КПК огульной критике за приверженность политике единого фронта с Гоминьданом; в ходе «движения за упорядочение стиля» в марте 1944 года Чжоу Эньлаю пришлось выступить с пространной самокритикой. В ноябре 1944 года Чжоу Эньлай вновь был направлен в качестве представителя КПК для переговоров с Гоминьданом (который представлял Чжан Цюнь) при посредничестве США.
В августе 1947 года Чжоу Эньлай был назначен заместителем председателя Военного совета ЦК КПК и исполняющим обязанности начальника Генерального штаба Народно-освободительной армии Китая (НОАК). Он участвовал в руководстве крупнейшими её операциями конца 1948 — начала 1949 годов: Ляоси-Шэньянской, Бэйпин-Тяньцзиньской и Хуайхайской. В марте 1949 года Чжоу Эньлай возглавил делегацию КПК на мирных переговорах с делегацией гоминьдановского правительства о прекращении гражданской войны.

### Премьер
После провозглашения 1 октября 1949 года Китайской Народной Республики Чжоу Эньлай был назначен премьером Государственного административного совета и министром иностранных дел КНР. Благодаря Чжоу Эньлаю китайская дипломатия добилась значительных успехов; в современной китайской и западной историографии Чжоу Эньлай считается инициатором «пяти принципов мирного сосуществования». В начале 1960-х годов Чжоу Эньлай старался избежать чрезмерной идеологизации внешней политики КНР, её ориентации исключительно на «третий мир» путём улучшения отношений с капиталистическими странами Запада и Японией и путём смягчения напряжённости в отношениях с СССР; в годы Культурной революции это привело к нападкам на него со стороны некоторых организаций хунвэйбинов и цзаофаней за «ревизионистские взгляды и высказывания».

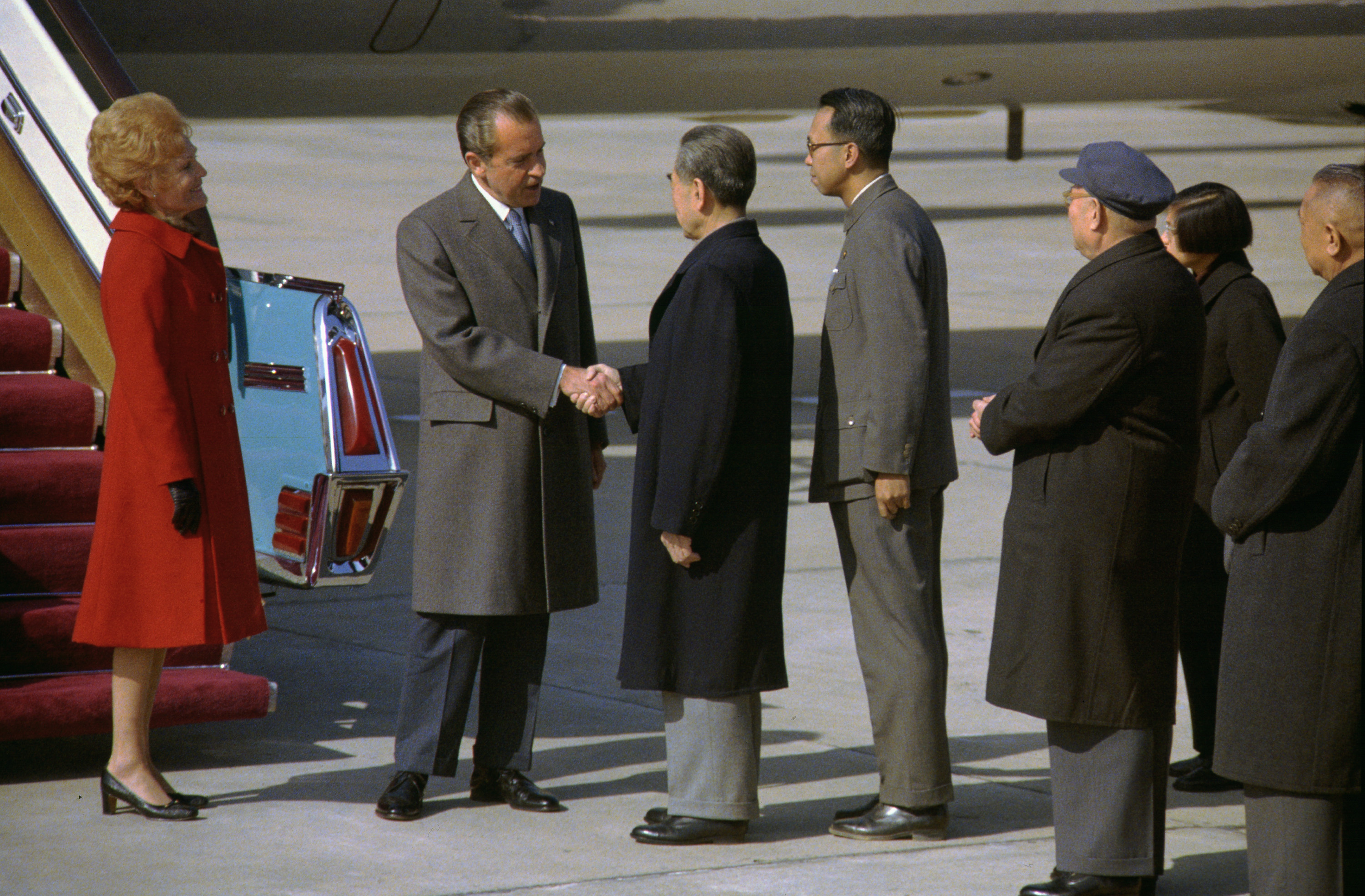
Ричард Никсон и Чжоу Эньлай в Пекине 1972 год.

В сентябре 1969 года в Пекинском аэропорту Чжоу Эньлай провёл с А. Н. Косыгиным переговоры, положившие конец кризису, вызванному пограничным конфликтом на о. Даманский весной.
Результатом секретных переговоров Чжоу Эньлая с Г. Киссинджером в 1971 году стал визит в Китай президента США Р. Никсона в 1972 году, который привёл к нормализации китайско-американских отношений.
В 1973 году Чжоу Эньлай добился возвращения из ссылки Дэн Сяопина, занявшего пост заместителя премьера.

### Болезнь и смерть
Согласно биографии Чжоу, написанной Гао Вэньцянем, бывшим научным сотрудником отдела исследования партийных документов КПК, у Чжоу впервые был диагностирован рак мочевого пузыря в ноябре 1972 года. Команда Чжоу сообщила, что при своевременном лечении у него были бы высокие шансы на выздоровление, однако лечение высокопоставленных членов партии должно было быть одобрено Мао. Мао приказал не сообщать Чжоу и его жене о диагнозе, не проводить никаких операций и не проводить никаких дополнительных обследований. Согласно Цзи Чаочжу, личному переводчику Чжоу Эньлая, Генри Киссинджер предложил прислать специалистов по раку из Соединённых Штатов для лечения Чжоу, но это предложение в конечном итоге было отклонено. К 1974 году в моче у Чжоу появилось сильное кровотечение. Под давлением других китайских лидеров, которые узнали о состоянии Чжоу, Мао наконец приказал провести хирургическую операцию в июне 1974 года, но через несколько месяцев кровотечение возобновилось, что указывало на метастазы рака в другие органы. Ряд операций в течение следующих полутора лет не смог остановить прогресс рака. Чжоу продолжал работать во время своего пребывания в больнице, а Дэн Сяопин, как первый заместитель премьер-министра, занимался большинством важных вопросов Государственного совета. Его последнее крупное публичное выступление было на первом заседании Всекитайского собрания народных представителей 4-го созыва 13 января 1975 года, где он представил отчет о работе правительства. Затем он выпал из поля зрения общественности, чтобы получить дополнительную медицинскую помощь. 8 января 1976 года в 9 ч. 57 мин. утра по пекинскому времени Чжоу Эньлай скончался.
В честь Чжоу Эньлая сооружён мемориал в Тяньцзине (天津周恩來鄧穎超紀念館), а также установлен памятник в Маньчжурии.

## Культурная революция

### Первоначальные усилия Мао и Линя
Чтобы улучшить свой имидж и власть, Мао с помощью Линь Бяо предпринял ряд усилий по общественной пропаганде. Среди усилий Мао и Линя по улучшению имиджа Мао в начале 1960-х годов была публикация Линем «Дневника Лэй Фэна» и его сборник цитат председателя Мао. Последней и самой успешной из этих попыток была Культурная революция.
Какими бы ни были её другие причины, Культурная революция, провозглашенная в 1966 году, была явно промаоистской и дала Мао власть и влияние, чтобы очистить партию от его политических врагов на самых высоких уровнях правительства. Наряду с закрытием китайских школ и университетов он призывал молодых китайцев разрушать старые здания, храмы и произведения искусства, а также нападать на своих «ревизионистских» учителей, школьных администраторов, партийных лидеров и родителей. После того, как было объявлено о Культурной революции, многие из самых высокопоставленных членов КПК, которые разделяли нерешительность Чжоу в следовании указаниям Мао, включая президента Лю Шаоци и Дэн Сяопина, были сняты со своих постов почти сразу; они вместе со своими семьями подвергались массовой критике и унижениям.

### Политическое выживание
Вскоре после того, как они были удалены, Чжоу утверждал, что президенту Лю Шаоци и Дэн Сяопину «следует разрешить вернуться к работе», но против этого выступили Мао, Линь Бяо, Кан Шэн и Чен Бода. Чэнь Бода даже предположил, что самого Чжоу можно будет «считать контрреволюционером», если он не будет придерживаться маоистской линии. После угроз, что он разделит судьбу своих товарищей, если он не поддержит Мао, Чжоу прекратил свою критику и начал более тесно сотрудничать с председателем и его сторонниками.
Чжоу поддержал создание радикальных организаций Красной гвардии в октябре 1966 года и присоединился к Чен Бода и Цзян Цин против того, что они считали «левыми» и «правыми» группировками Красной гвардии. Это открыло путь для нападок на Лю Шаоци, Дэн Сяопина и Тао Чжу в декабре 1966 г. и январе 1967 г. К сентябрю 1968 г. Чжоу откровенно описал свою стратегию политического выживания японским парламентариям от ЛДП, посетившим Пекин: наступать или отступать в соответствии с указаниями большинства. Когда его обвинили в том, что он без энтузиазма следовал руководству Мао, он обвинил себя в «плохом понимании» теорий Мао, создав видимость компромисса с силами, которые он тайно ненавидел и называл в частном порядке своим «адом». Следуя логике политического выживания, Чжоу работал, чтобы помочь Мао, и ограничил свою критику частными беседами.
Хотя Чжоу избежал прямого преследования, он не смог спасти многих из самых близких ему людей от того, что их жизнь была разрушена Культурной революцией. Сунь Вэйши, приемная дочь Чжоу, умерла в 1968 году после семи месяцев пыток, тюремного заключения и изнасилований маоистскими хунвэйбинами. В 1968 году приемный сын Цзяна (Сунь Ян) был замучен и убит хунвэйбинами. После окончания Культурной революции пьесы Сун были повторно поставлены, как способ критики «Банды четырех», которую многие считали ответственной за её смерть.
В течение следующего десятилетия Мао в значительной степени разрабатывал политику, в то время как Чжоу проводил её, пытаясь смягчить некоторые эксцессы Культурной революции, такие как предотвращение переименования Пекина в «Восток — красный город» ( китайский: 东方红市; пиньинь: Dōngfānghóngshì ) и спас китайских львов-хранителей перед площадью Тяньаньмэнь от замены статуями Мао. Чжоу также приказал батальону НОАК охранять Запретный город и защищать его традиционные артефакты от вандализма и уничтожения хунвэйбинами. Несмотря на все его усилия, неспособность предотвратить многие события Культурной революции стала для Чжоу большим ударом. В последнее десятилетие своей жизни способность Чжоу проводить политику Мао и удерживать нацию на плаву в периоды невзгод была настолько велика, что одного его практического значения было достаточно, чтобы спасти его (с помощью Мао) всякий раз, когда Чжоу подвергался политической угрозе. На последних этапах Культурной революции, в 1975 году, Чжоу настаивал на «Четырех модернизациях», чтобы устранить ущерб, нанесенный политикой Мао.
На более поздних этапах Культурной революции Чжоу стал мишенью политических кампаний, организованных председателем Мао и Бандой четырёх. Кампания «Критиковать Линя, критиковать Конфуция» 1973 и 1974 годов была направлена против премьер-министра Чжоу, потому что он считался одним из основных политических противников Банды четырёх. В 1975 году враги Чжоу инициировали кампанию под названием «Критика Сун Цзяна, оценка Речных заводей», которая поощряла использование Чжоу в качестве примера политического неудачника.

## Тяньаньмэньский инцидент
5 апреля 1976 года, в день, когда по старинному китайскому народному обычаю поминают усопших родных, сотни тысяч жителей Пекина с портретами Чжоу Эньлая, белыми траурными венками и белыми цветами, с пением «Интернационала» отовсюду сошлись на центральную площадь Тяньаньмэнь. На площади стихийно возникали траурные митинги, читались стихи, посвящённые памяти Чжоу Эньлая. Напуганные столь демонстративной народной активностью, сторонники Цзян Цин стянули к площади крупные военные и полицейские силы, которые грубо разогнали собравшихся и произвели массовые аресты. Эти события стали известны как «Тяньаньмэньский инцидент».

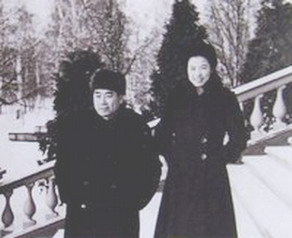
Чжоу Эньлай c Сунь Вэйши в Москве в 1939 году

## Личная жизнь
В 1925 году Чжоу Эньлай женился на революционерке Дэн Инчао, знакомой ему ещё по «Движению 4 мая». Собственных детей у Чжоу и Дэн не было, однако они усыновили и воспитывали в своей семье многих детей погибших революционеров; одним из них был будущий премьер Государственного совета КНР — Ли Пэн. Однако официально Чжоу Эньлай и Дэн Инчао признали лишь трёх дочерей, старшая из которых, Сунь Вэйши, погибла в годы культурной революции.